# Copa Africana de Naciones 2027
La Copa Africana de Naciones de 2027 será la 36.ª edición del mayor torneo internacional de selecciones del continente africano, que se desarrollará en Kenia, Tanzania y Uganda. 
Esta edición del torneo será la primera en ser organizada por tres países diferentes, y también la primera en 51 años que se organiza en la región de CECAFA, ya que fue sede de Etiopía en 1976. Esto se produjo después de que el presidente de la CAF, Patrice Motsepe, anunciara que la competencia tendrá una orientación zonal para que pueda ser sede de todas las zonas geográficas de África (UNAF, WAFU, UNIFFAC, CECAFA y COSAFA).

## Elección del país anfitrión
El 7 de abril de 2023, la CAF decidió que los anfitriones de las Copas Africanas de Naciones de 2025 y 2027 se elegirían el mismo día. También anunciaron un total de cuatro candidaturas para la edición de 2027.

### Candidaturas
El 27 de abril de 2023, el Comité Ejecutivo de la CAF anunció el proceso de licitación del torneo.
- Botswana y Zambia
- Egipto
- Nigeria y Benin
- Senegal
- Kenia, Tanzania y Uganda

## Sedes
Dado que la competencia se llevará a cabo en 3 países, se informa que cada país albergará 3 estadios, para un total de 9, que será la mayor cantidad de sedes que albergarán una edición. Kenia, Tanzania y Uganda propusieron cada uno dos ciudades para el torneo. 
| Centro Deportivo Moi | Estadio Nacional Nyayo | Estadio Kipchoge Keino |
| Capacidad: 65 000    | Capacidad: 30 000      | Capacidad: 10 000      |
|                      |                        |                        |

| Estadio Benjamin Mkapa | Chamazi Stadium   | Kirumba Stadium   |
| Capacidad: 60 000      | Capacidad: 10 000 | Capacidad: 35 000 |
|                        |                   |                   |

| Estadio Nelson Mandela | Nakivubo Stadium  | Hoima Sports Stadium |
| Capacidad: 45 202      | Capacidad: 35 000 | Capacidad: 20 000    |
|                        |                   |                      |

## Equipos participantes
En cursiva los países debutantes en la competición.
| Equipos participantes | Equipos participantes | Equipos participantes | Equipos participantes |
| --------------------- | --------------------- | --------------------- | --------------------- |
| Kenia                 |                       |                       |                       |
| Tanzania              |                       |                       |                       |
| Uganda                |                       |                       |                       |
|                       |                       |                       |                       |
|                       |                       |                       |                       |
|                       |                       |                       |                       |